# 高橋長太郎
高橋 長太郎（たかはし ちょうたろう、1907年2月28日 - 1991年3月29日）は、日本の経済学者。経済学博士（一橋大学・1960年）。一橋大学名誉教授。一橋大学経済研究所長、専修大学学長等を歴任。正四位勲二等瑞宝章。東京生まれ

## 人物・経歴
1927年旧制東京商科大学（現一橋大学）予科修了。1930年同大学学士。1932年同大学研究科修了。哲学者の山内得立教授に師事した。1934年法政大学商業学校教諭。1947年大蔵省内閣統計官。1949年東京商科大学経済研究所教授。
一橋大学経済研究所国民所得・再生産研究部門主任教授として倉林義正らと国民経済計算を行い、1959年から小原敬士の後任として第6代一橋大学経済研究所長を務めた。1960年学位論文「経済成長と分配の機構」で一橋大学より経済学博士の学位を取得。1963年一橋大学経済研究所長を退任し伊大知良太郎と代わる。1970年一橋大学定年退職、一橋大学名誉教授、専修大学教授。1973年から1976年地方財政審議会長。1976年から1982年まで専修大学学長。1977年勲二等瑞宝章受章。1991年正四位。

## 著書
- 『所得分布の変動様式』岩波書店 1955年
- 『基本金融・財政』（高橋壽常と共著）春秋社 1955年
- 『国民所得』春秋社 1956年
- 『やさしい経済学』（都留重人と共編）勁草書房 1957年
- 『近代財政講座』（林栄夫と共編）春秋社 1957年
- 『景気変動』（編）春秋社 1959年
- 『近代経済学の学び方』（編）ダイヤモンド社 1961年
- 『経済成長と所得分配』東洋経済新報社 1962年
- 『わが国の社会福祉事業の問題点社会保障の財政問題』（山本信孝と共著）吉田社会福祉研究会 1973